# Касаткин, Виктор Александрович
Ви́ктор Алекса́ндрович Каса́ткин (18 августа 1914, Великое, Ярославская губерния — 28 февраля 1999, Москва) — видный руководитель и организатор нефтеперерабатывающей промышленности и внешнеэкономической деятельности СССР.
В 1955—1961 годах — директор Новокуйбышевского НПЗ, вложивший много сил и труда в создание завода и города.

## Биография
Родился 18 августа 1914 года в селе Великое Ярославской губернии. Отец — Касаткин Александр Дмитриевич, мать — Касаткина (Лодыжкина) Надежда Павловна. После окончания школы и до поступления в институт работал на льнокомбинате в Гаврилов-Яме. Высшее образование получил в Московском нефтяном институте имени И. М. Губкина по специальности инженер-технолог.
В 1939 году проходил срочную службу в рядах РККА, участвовал в присоединении Западной Украины и Западной Белоруссии. В 1940 году после защиты диплома направлен по распределению в г. Уфу (Черниковск) на Уфимский нефтеперерабатывающий завод. Последовательно занимал должности мастера, начальника цеха, зам. гл. инженера. За самоотверженный труд по снабжению фронта горючим награждён первым орденом Трудового Красного Знамени. В 1943 году принят в члены КПСС. В 1947—1955 годах — главный инженер Саратовского нефтеперерабатывающего завода.
В 1955—1961 годах — директор Новокуйбышевского нефтеперерабатывающего завода. При нём было введено в эксплуатацию около 15 установок, цехов, производств, причем многие впервые в стране. В результате реконструкций производительность установок прямой перегонки при мне увеличилось на 90 процентов выше проектной, а термических крекингов — на 30. Построен и пущен первый в СССР цех для получения присадок к маслам и впервые в СССР освоено получение смазочных масел из сернистых нефтей восточных районов. Строились объекты соцкультбыта, в частности Дворец культуры, а также жильё.. В этот период неоднократно избирался депутатом Советов депутатов трудящихся разного уровня, в том числе депутатом Куйбышевского областного совета. Делегат XXI съезда КПСС.
В 1961—1965 годах — Председатель нефтехимического управления Средне-волжского Совнархоза (г. Куйбышев). В 1965 году переведен на работу в Государственный комитет по внешним экономическим связям Совета Министров СССР. В 1965—1981 годах — заместитель председателя, председатель (с 1967 года) Всесоюзного объединения «Нефтехимпромэкспорт» Государственного комитета СМ СССР по внешним экономическим связям. Руководил объединением, строившим предприятия нефтехимической промышленности по всему миру.
С 1981 года персональный пенсионер союзного значения.
Умер 28 февраля 1999 года. Похоронен в Москве на Троекуровском кладбище.